# Pécsi Ildikó-emlékdíj
A Pécsi Ildikó-emlékdíj egy Pécsi Ildikó Kossuth- és Jászai Mari-díjas színművésznőről elnevezett színművészeti díj, amelyet 2022-ben adtak át először. 
Az elismerést 2021-ben L. Péterfi Csaba (Pécsi Ildikó fogadott fia) és a  Pécsi Ildikó Színtársulat hozta létre Pécsi Ildikó emlékének ápolására a néhai színésznő halálának első évfordulóján, 2021. december 5-én. A díjat minden évben egy 70. életévét betöltött színésznő kaphatja meg a közönség szavazatai alapján. A díj egy Pécsi Ildikó aláírásával ellátott üveg obeliszk, ami mellé pénzdíj és oklevél is jár. Az első átadásra Pécsi Ildikó születésének 82. évfordulóján, 2022. május 21-én került sor.

## Díjazottak
- 2022 – Halász Judit[2]
- 2023 – Pogány Judit[3]
- 2024 – Bencze Ilona[4]
- 2025 – Béres Ilona[5]